# Martin (priimek)
Martin je priimek več oseb:
- Cyril Gordon Martin, britanski general
- Edwyn Sandys Dawes Martin, britanski general
- Hugh Gray Martin, britanski general
- James Mansergh Wentworth Martin, britanski general
- John Crawford Martin, britanski general
- John Simson Stuart Martin, britanski general
- Kevin John Martin, britanski general
- Arsène-Gérard-Maxime Martin, francoski general
- Henry-Jules-Jean Martin, francoski general
- Julien-François-René Martin, francoski general
- Maurice-Paul-Auguste Martin, francoski general